# Gnetum tenuifolium
Gnetum tenuifolium är en kärlväxtart som beskrevs av Henry Nicholas Ridley. Gnetum tenuifolium ingår i släktet Gnetum och familjen Gnetaceae. Inga underarter finns listade i Catalogue of Life.